# Module scientifique et de production d'énergie
Module de l'ISS
Le  Module scientifique et de production d'énergie (en russe : научно-энергетического модуля, également désigné par l'acronyme NEM), est un module spatial russe qui pourrait être ajouté au segment russe de la Station spatiale internationale. Le plan original prévoyait la construction de deux modules identiques NEM-1 et NEM-2 qui devaient servir initialement à la production d’électricité pour le segment orbital russe. Les modules devaient s'amarrer au module Prichal et devaient, avec le laboratoire Nauka, être séparés de la Station Spatiale Internationale à la fin de vie de celle-ci pour former une nouvelle station russe, l'OPSEK mais ce projet a été annulé en 2017. Le module doit servir de laboratoire et de dortoir et abritera des nouveaux systèmes de contrôles de vol. D'une masse d'environ 20 tonnes, il sera lancé par un lanceur Angara A5.

## Historique
Lors du début du projet de la Station spatiale internationale en 1993, il est prévu que le segment russe possède un module combinant le statut de laboratoire et de production d’électricité, le Science Power Platform (sous l’acronyme de NEP). Mais RKK, ne possédant pas les fonds nécessaires, abandonna le projet de ce module, la coque pressurisée d'un modèle d'essais étant utilisée pour un nouveau module, Rassvet. En 2006, il fut décidé de transférer les rôles de NEP à deux nouveaux modules identiques, beaucoup plus grands, qui seraient amarrés au futur module nœud Prichal. Les panneaux solaires seraient fixés sur les modules à l'extrémité d'une poutre, le système d'orientation étant fourni par ISS Reshetnev, le premier fabricant de satellites de communication du pays. Il était prévu que l’ensemble des deux modules produise 18 kW d’électricité dont 12 kilowatts seraient redistribués au reste de la station. Les modules possèderaient aussi une antenne de communication de dernière génération, permettant de communiquer au sol via des satellites Loutch-5, se passant du réseau satellitaire américain. La conception des modules devrait être entièrement nouvelle, contrairement à tous les autres modules russes lourds de la station Mir ou de l'ISS, tous basés sur le module FGB du vaisseau TKS.

## Lancement
Les premières dates de lancement étaient annoncées pour 2014 et 2015, respectivement, mais cette date a continuellement été repoussée  depuis et le lancement n'est pas prévu avant 2024 voire au-delà. Roscosmos abandonne le second NEM après l'annulation du projet de station OPSEK en 2017. Lui succède le projet plus modeste de station de haute altitude VShOS, renommée depuis Russian Orbital Service Station (en). En avril 2021, il est annoncé que NEM sera lancé sur une fusée Angara A5. À la suite de l'amarrage du laboratoire Nauka à l'ISS en juillet 2021, il devient clair que ce dernier ne pourra pas assurer son rôle de module central de la nouvelle station russe et est donc éliminé des plans de cette dernière en faveur de NEM qui le remplacera dans ce rôle, ce qui nécessitera des modifications à son design (amélioration de l'autonomie par la reconfiguration des systèmes de propulsion, du port d'amarrage et des systèmes embarqués notamment).

## Caractéristiques techniques
Le module aura la forme d'un quasi-cylindre, long de 25 mètres pour 4 mètres de diamètre et d’une masse de 21 tonnes, il sera équipé de deux grands panneaux solaires qui produiront 12 à 18 kW. Sa durée de vie est estimée à 15 ans.